# Torre de la Rosaleda
A Torre de la Rosaleda az északnyugat-spanyolországi Ponferrada egyik modern épülete. A 107 méter magas felhőkarcoló elkészültekor León tartomány legmagasabb, Kasztília és León autonóm közösség második legmagasabb épülete volt (a 110 méteres salamancai székesegyház után). Egy világhálós szavazáson az emberek beválasztották Spanyolország első 13 épületébe egy olyan listán, amely azokat az épületeket tartalmazza, amelyekre „a legkellemetlenebb ránézni”.

## Története és leírása
A 30 szintes vagy emeletes, 107 méter magas épület Ponferrada új, északi városrészében, La Rosaledában épült fel, innen származik a neve is (a torre jelentése pedig „torony”). Alakja igen különös: egy nagyobb téglatestből és az abból magasan kinyúló két kisebb téglatestből áll (ami miatt többen tetrisz-toronynak is gúnyolják). Tetejére két független lépcsősor vezet fel, amelyek összesen 1056 fokból állnak. Az épületben négy lift működik, és összesen 10 kilométernyi csővezeték található benne. Alapozását a nedves talaj miatt 56 darab, 10 méter mélyre leásott oszloppal stabilizálták.
Alapterülete összesen közel 30 000 négyzetméter, de még egy 8000 m²-es, négycsillagos szálloda is tartozik hozzá. A meleg víz és a légkondicionálás központosított, és egy informatikai rendszer vezérli. A meleget az egyik legfelső szinten három kazán biztosítja, amelyek összteljesítménye 1,41 millió kalória. Az épület három generátoregységgel is rendelkezik az esetleges hálózatiáram-kimaradások esetére. A négy lift közül az egyik kifejezetten a legfelső szintekre visz, ahova egy rádióadó költözött be az építés után, a másik három a 27. emeletig közlekedik, ahol az utolsó lakások találhatók. Ezek a liftek 2,5 m/s-os sebességgel járnak, így alig több mint fél perc alatt fel lehet velük jutni a legmagasabb pontjukig. Az összesen 106 darab lakás között 2, 3, 4 és 5 hálószobával rendelkezők is megtalálhatók, és mindegyikben padlófűtés, berendezett konyha és márványborítású fürdőszobák találhatók.
Az épület alatt egy 250 férőhelyes mélygarázs is helyet kapott, a tetején pedig egy leereszthető állvány állomásozik, amelynek segítségével az épület külső tisztítása végezhető. (Ez a szerkezet 60 000 euróba került.)
Tűzvédelmi rendszerének alapját két darab, 162 000 literes, vízzel telt tartály képezi, de az is segíti az esetleges tüzek terjedésének meggátolását, hogy a 20. szinten egy nagy üres, falak nélküli teret alakítottak ki. Tűzriadó esetén egy automata rendszer az épületszerte elhelyezett tűzelzáró ajtókat elektromágnesek segítségével becsukja.
Építése 2004-ben kezdődött az alapkő letételével, majd a munkálatok az asztúriai Juan Francisco Álvarez Quirós építész tervei alapján folytatódtak, végül 2009-ben fejezte be a kivitelező, a Grupo Begar. Még az átadás előtt, 2008-ban elnyerte az European Property Awards nevű nemzetközi díjat. Az építkezés költsége körülbelül 28 millió euró volt. A gazdasági válság miatt azonban a felhőkarcolóban található irodák és üzletek sokáig nagy mértékben kihasználatlanok voltak, 2011-ben például az irodáknak csak az egytizede volt használatban, a földszinten pedig egyetlen üzletet sem adtak ki. 2012-ben a lakások körülbelül kétharmada is üresen állt.

## Képek

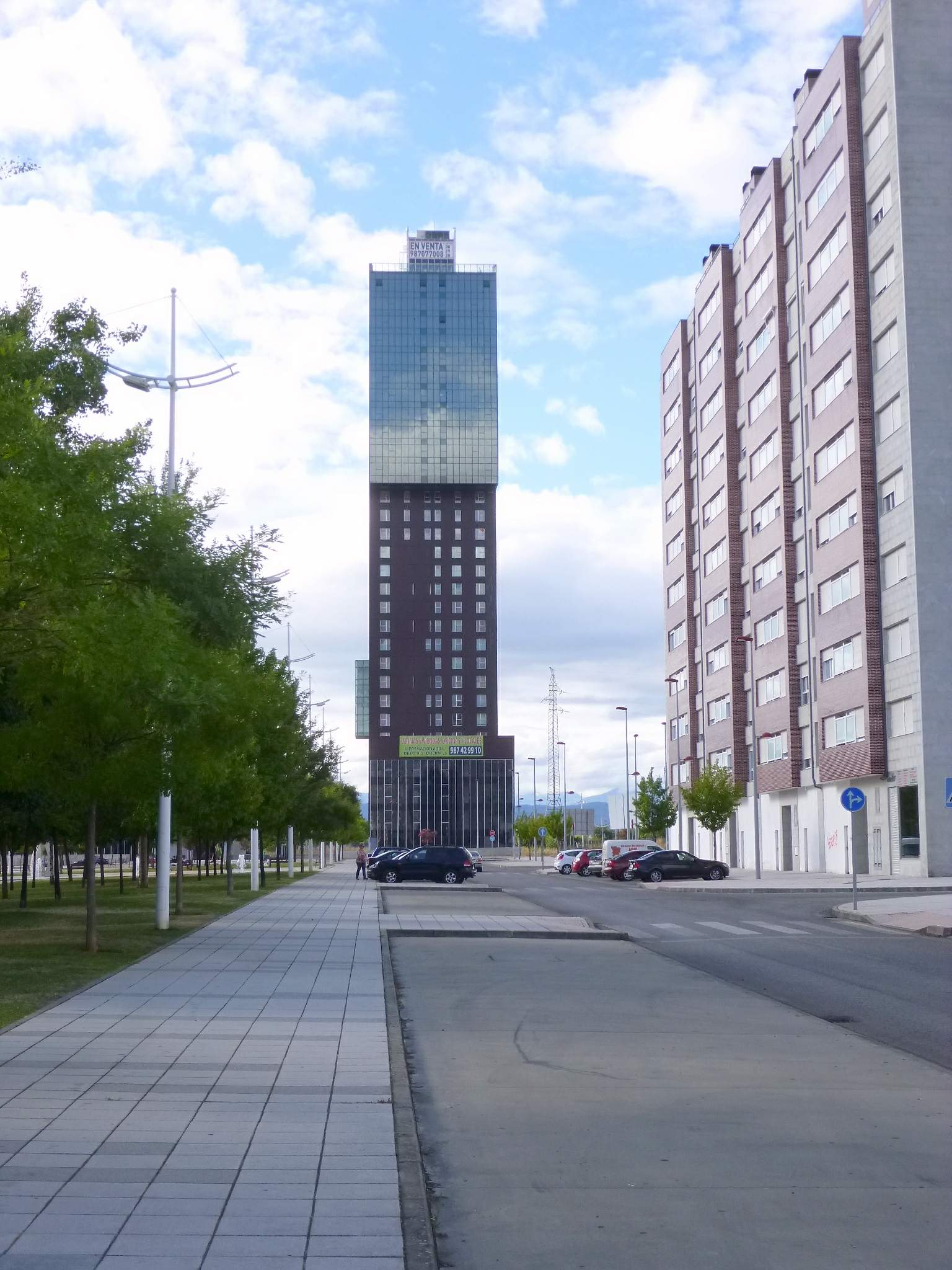
Az épület hosszában nézve
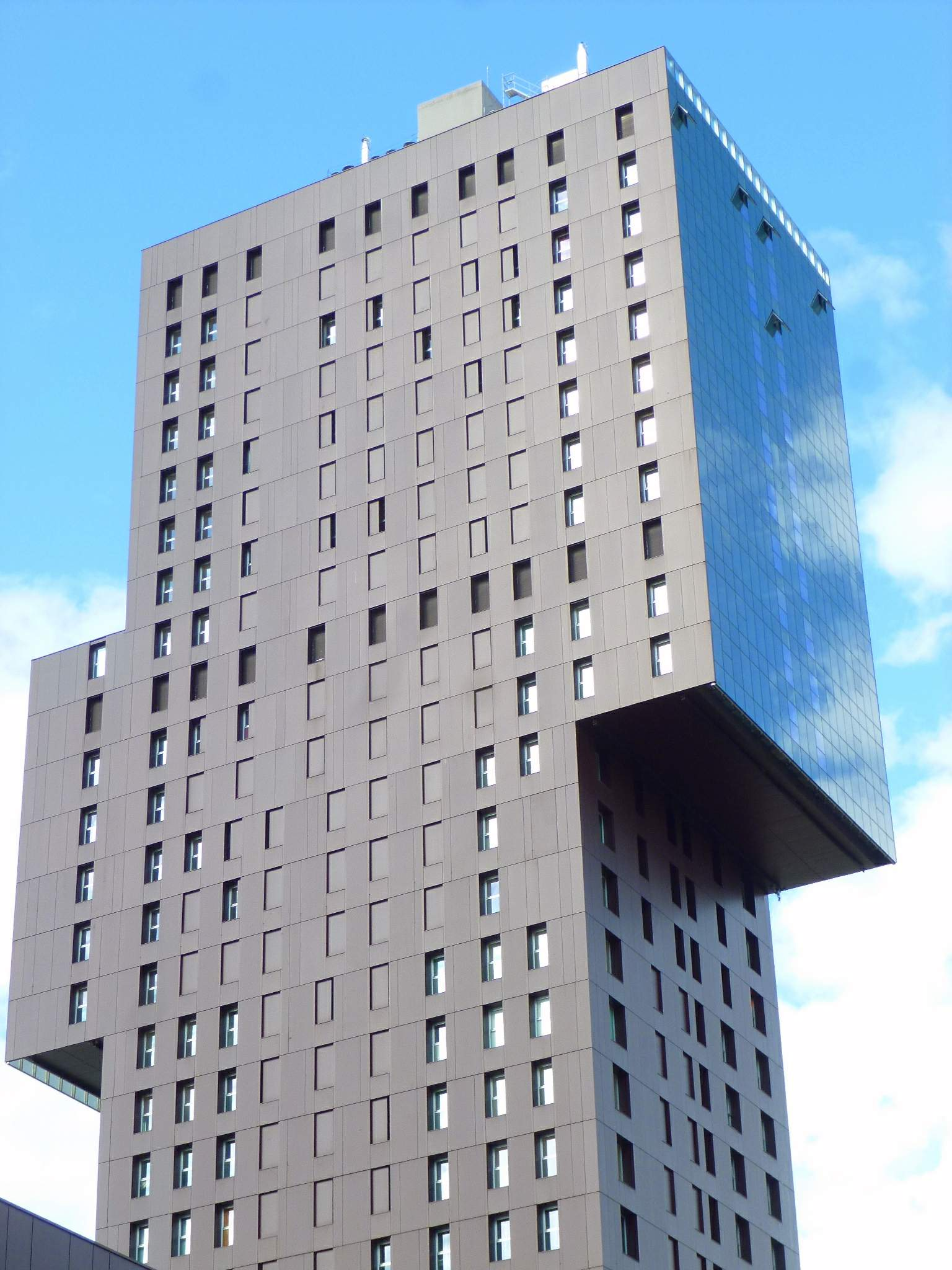
Részlet
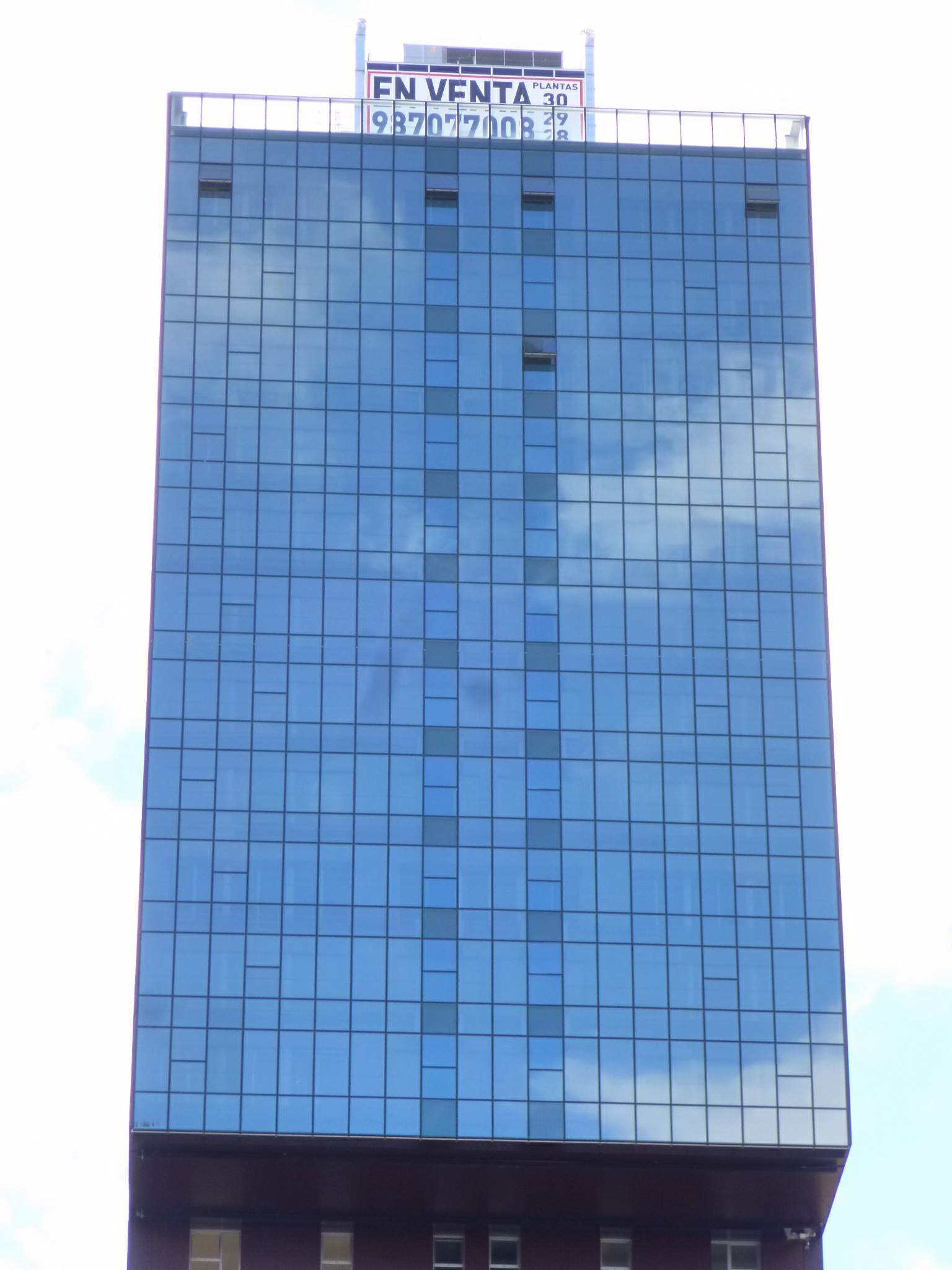
Részlet
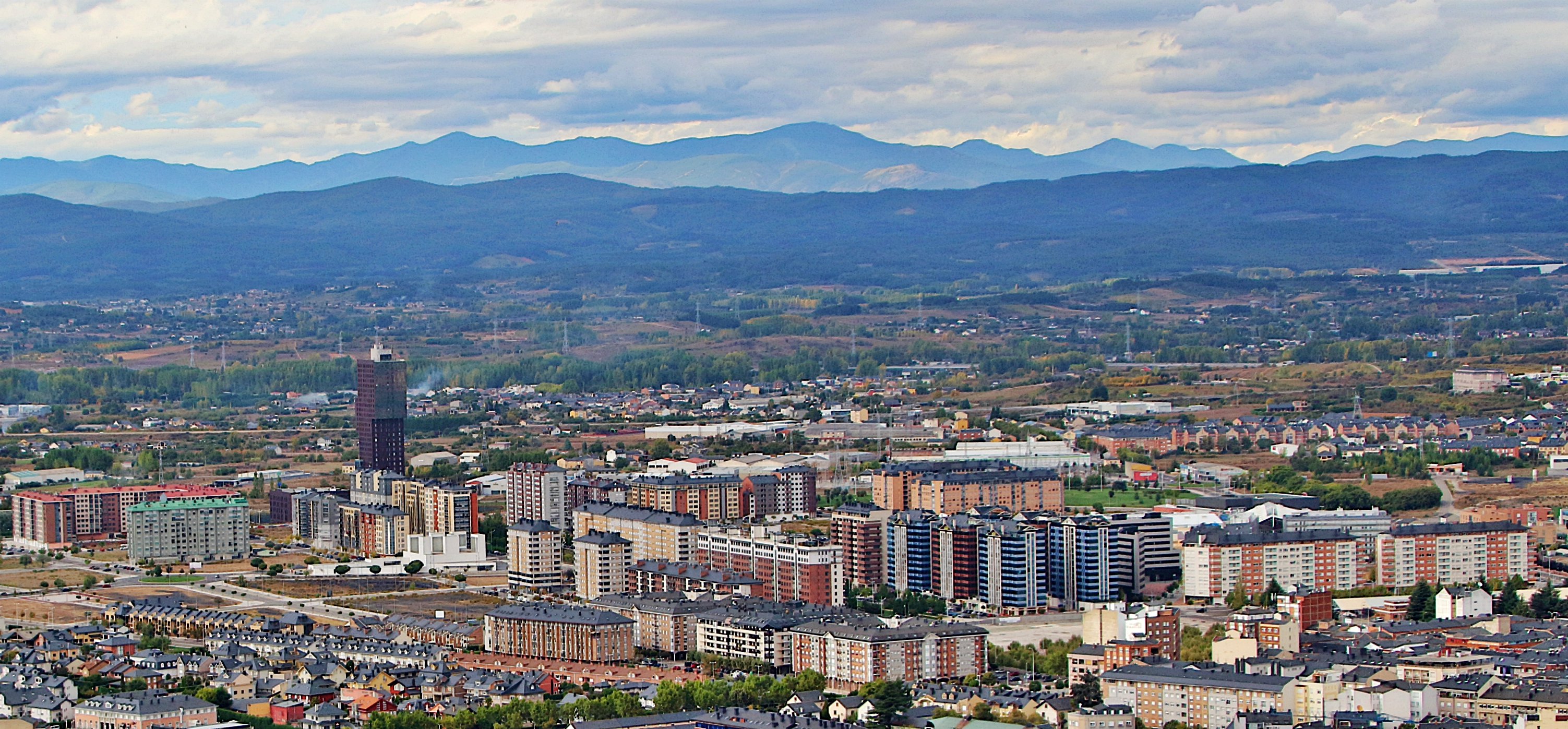
Az épület és környezete